# المحمدية (الويدان)
المحمدية هي إحدى مشيخات المملكة المغربية، تتبع جغرافيا لعمالة مراكش وإداريًا لالويدان. يقدر عدد سكانها بـ 7275 نسمة حسب الإحصاء الرسمي للسكان والسكنى لسنة 2004.